# 王道進行

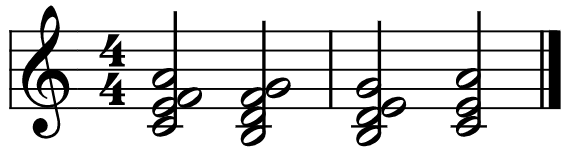
コード進行の一例

王道進行（おうどうしんこう）または小悪魔コード進行（こあくまコードしんこう）は、J-POPにおいて多用される「IV△7–V7–iii7–vi」で表されるコード進行である。七の和音の下属音・属音・中音に下中音を加えた構成で、例えば、ハ長調であれば「F△7–G7–Em7–Am」となる。また、代理コードによるバリエーションとして、「iii7」を「III7」にしたもの、「IV△7」を「ii9」にしたものなども含まれる。

## 概要
1990年代以降、J-POPの特にサビの部分において多用されるコード進行で、日本人が好む「抒情的」あるいは「せつない」雰囲気の曲調を生み出すことができるとされている。「王道進行」という名称は、2008年、ニコニコ動画に投稿された動画内で「音極道」を名乗る音楽家が命名したものである。一方で、「小悪魔コード進行」という名称は、2014年、NHK教育テレビジョンの音楽教養番組『亀田音楽専門学校』内で亀田誠治が命名したもので、明るい和音（V7）から暗い和音（iii7）へ変移する瞬間を遊び人の失恋に擬えて表現したものである。
音極道は王道進行について、1980年代に流行したユーロビートにおいて多用されていたが、1990年代に流行が世界的に下火になった後も日本人の耳に残り、以降、J-POPにおいて乱用が続いていると批判的に指摘した。亀田は王道進行について、明るい和音が続くと思わせて暗い和音に繋がる、「迫ってきたと思ったら突き離される、答えが出ない情景を作り出すコード」であると分析している。また、『亀田音楽専門学校』にゲスト講師として出演したスキマスイッチの大橋卓弥は、「音楽を始めたころに一番初めに覚えたコード進行。これを知っておけば色々な楽曲を弾けるようになる」「このコードは色んな結末に行けるし、どのコードの間にも入れる」とJ-POPにおける王道進行の汎用性の高さを指摘している。
経済学者の高増明は、ユーロビートにおいて多用されていたコード進行が日本でのみ再生産され続けている現状を「日本人全体が洗脳されている」という言葉で表現し、王道進行のほか、カノン進行やその変形である純情コード進行（後述）、小室哲哉が好んで用いた小室進行など、コード進行の定型化が進んでいると指摘している。また、メロディーについても、日本人はわかりやすく繰り返しの多いものを好む傾向があり、日本の音楽業界はそのような「日本的な」特徴を備えた楽曲の量産によって一定の成功を見たが、次第に日本のアーティストの海外への進出意欲の低下、楽曲の質の低下、ひいてはガラパゴス化による日本のポピュラー音楽の国際競争力の低下を招いたという説を唱えている。一方で、日本の音楽シーンはユニークであり、国際競争力の低下は楽曲ではなくデジタル化の遅れが主要因であるという説もある。

## 使用例
以下では、音極道、亀田、スキマスイッチが動画や番組などで紹介した楽曲のみを挙げる。

### J-POP
| 発表年 | 楽曲                     | アーティスト           |
| ------ | ------------------------ | ---------------------- |
| 1975年 | 卒業写真                 | 荒井由実               |
| 1978年 | オリビアを聴きながら     | 杏里                   |
| 1979年 | いとしのエリー           | サザンオールスターズ   |
| 1980年 | Yes-No                   | オフコース             |
| 1982年 | 悲しい色やね             | 上田正樹               |
| 1986年 | シーズン・イン・ザ・サン | TUBE                   |
| 1987年 | 世界でいちばん熱い夏     | プリンセス・プリンセス |
| 1988年 | だいすき                 | 岡村靖幸               |
| 1989年 | 大迷惑                   | UNICORN                |
| 1990年 | サマータイム ブルース    | 渡辺美里               |
| 1992年 | もう恋なんてしない       | 槇原敬之               |
| 1995年 | ロビンソン               | スピッツ               |
| 1997年 | White Love               | SPEED                  |
| 1999年 | LOVEマシーン             | モーニング娘。         |
| 2000年 | Everything               | MISIA                  |
| 2001年 | fragile                  | Every Little Thing     |
| 2002年 | HERO                     | Mr.Children            |
| 2004年 | 瞳をとじて               | 平井堅                 |
| 2005年 | さくら                   | ケツメイシ             |
| 2005年 | 全力少年                 | スキマスイッチ         |
| 2006年 | ガラナ                   | スキマスイッチ         |
| 2006年 | 夢のうた                 | 倖田來未               |
| 2008年 | HANABI                   | Mr.Children            |
| 2008年 | 偶然の確率               | GIRL NEXT DOOR         |
| 2008年 | Drive away               | GIRL NEXT DOOR         |

### J-POP以外
| 発表年 | 楽曲                       | アーティスト      |
| ------ | -------------------------- | ----------------- |
| 1982年 | Can't Take My Eyes Off You | Boys Town Gang    |
| 1986年 | Give Me Up                 | Michael Fortunati |
| 1987年 | I Should Be So Lucky       | Kylie Minogue     |
| 1988年 | Together Forever           | Rick Astley       |

## 類似例
王道進行と同様にJ-POPにおいて多用されるコード進行として、亀田は「純情コード進行」の存在を指摘、命名している。純情コード進行はカノン進行の変形で、「C-G/B-Am-Em/G-F-C/E-Dm-G」で表されるコード進行である。純情コード進行の使用例として、「守ってあげたい」（松任谷由実）、「勇気100%」（光GENJI）、「恋するフォーチュンクッキー」（AKB48）などがある。